# Rhynchopaschia chalcosphaera
Rhynchopaschia chalcosphaera är en fjärilsart som beskrevs av Edward Meyrick 1934. Rhynchopaschia chalcosphaera ingår i släktet Rhynchopaschia och familjen mott. Inga underarter finns listade i Catalogue of Life.